# Кетеван Мученица
Кетева́н Великомученица (груз. ქეთევან დიდმოწამე, ум. 13 сентября 1624 года) — царица восточногрузинского царства Кахетия.

## Биография
Происходила из царского рода Багратиони, была правнучкой картлийского царя Константина (1469—1505). Жена царевича Давида, наследника кахетинского царя Александра II (1577—1605); после смерти мужа посвятила себя строительству церквей, монастырей и больниц.

Брат Давида, Константин I, прозванный Окаянным, перешёл в ислам и в 1605 году по приказу персидского шаха Аббаса I убил своего отца Александра II и брата Георгия. Тела их были по его распоряжению привязаны к верблюдам и привезены Кетеван. Та оплакала утрату и захоронила погибших в соборе Алаверди. Затем Константин приказал Кетеван выйти за него замуж, в случае отказа угрожая ей смертью. В ответ царица собрала верных кахетинцев и разгромила узурпатора и поддерживавших его персов. Константин погиб в сражении вместе со множеством своих людей.

Мученичество Кетеван. Изразцы. Монастырь Да Граса, Лиссабон.

Однако после этого восстания шах Аббас I взял в заложники сына Кетеван, Теймураза, и несколько лет держал его при своём дворе, однако Теймураз хранил стойкость в христианской вере и был в конце концов отпущен. Через какое-то время шах стал угрожать тем, что обратит Грузию в руины. Желая предотвратить войну, царица Кетеван решила сама отправиться к шаху с богатыми дарами и даже предложить себя в заложницы. В Исфахане её вместе с внуками — Александром и Леваном — бросили в темницу, где она провела 10 мучительных лет. Шах обещал сделать её царицей Персии, если только она примет ислам. Однако ни пытки, ни подкуп не могли поколебать её твёрдость в вере. Наконец, 13 сентября 1624 года, после пыток раскалёнными щипцами, её сожгли.
Обугленные останки мученицы были следующей ночью похищены португальскими миссионерами-августинцами, которые скрывали их в течение трёх лет и в 1627 году, наконец, доставили в индийский город Старый Гоа (Гоа-Велья), где захоронили в часовне католического монастыря Святого Августина. Фрагменты мощей были также переданы ими сыну Кетеван, царю Теймуразу I, который заложил их под алтарь в соборе Алаверди, и отвезены в Рим. Тогда же Грузинская Православная Церковь канонизировала царицу Кетеван, причислив её к лику великомучеников; её литургическая память совершается 13 сентября (в Русской Церкви — под русифицированным именем Кетевана).
Останки Кетеван были вновь обнаружены при проведении раскопок в монастыре Святого Августина в Гоа (саркофаг лежал в нише монастырской часовни, но после обрушения монастыря упал и разбился, мощи были найдены рядом с ним).
В настоящее время проведён ДНК-анализ мощей, но по-прежнему необходим ДНК-анализ той части мощей, которая находится в Грузии, для того чтобы можно было с уверенностью сказать, что эти фрагменты действительно принадлежат Кетеван.

## Образ в культуре
Царица Кетеван — героиня ряда произведений как грузинских (в том числе написанных её сыном Теймуразом), так и других европейских авторов.
- 1983 — мини-сериал «Клятвенная запись» (СССР); в роли царицы — Кетеван Кикнадзе.
- Мученическая казнь царицы Кетеван описана в романе азербайджанского писателя Чингиза Гусейнова «Фатальный Фатали».